# Мануил Маврозом
Мануил Комнин Маврозом (на гръцки: Μανουήλ Κομνηνός Μαυροζώμης; починал около 1230) е византийски благородник и военачалник, който след Четвъртия кръстоносен поход се опитва да основе независимо княжество във Фригия. Дъщеря му, известна с името Даулат Разия Хатун, е омъжена за селджукския султан Кейхосров I, благодарение на което Мануил в крайна сметка става губернатор (емир) на част от региона, намиращ се под контрола на селджуките. Известен е и с влиянието си в селджукския двор, което упражнява до смъртта си.
Малко се знае за ранния живот на Мануел. Маврозомите, семейство вероятно от пелопонески произход, придобиват известност през XII век и принадлежат към аристокрацията. Мануил традиционно се идентифицира като син на Теодор Маврозом, който е служил като генерал при император Мануил I Комнин (1143 – 1180), и докато по-ранните учени, следвайки Пол Витек, смятат Мануил за съпруг на незаконна дъщеря на императора, по-съвременни изследователи следват реконструкцията на Константинос Варзос, която приема тази незаконна дъщеря за майка на Мануел Маврозом, като по този начин обяснява претенциите му към престижното име Комнин.
Около 1200 г., когато сваленият селджукски султан Кейхосров I (1192 – 1196, 1205 – 1211 ) идва в Константинопол, Маврозом притежава, според селджукския летописец Ибн Биби, кесарски ранг във византийския двор. По време на престоя си във византийската столица Кейхосров очевидно е кръстен като християнин от император Алексий III Ангел (1195 – 1203) като негов кръстник и се жени за дъщерята на Мануил Маврозом; така Мануил става предшественик на селджукските султани Кейкубад I ( 1220 – 1237 ) и Кейхосров II (1237 – 1246 ).
Когато Алексий III бяга от Константинопол при приближаването на Четвъртия кръстоносен поход през 1203 г., Кейхосров също изоставя града и търси убежище при Мануил Маврозом в неговата неидентифицирана по местоположение „крепост“ или „остров“. След превземането на Константинопол от кръстоносците и смъртта на брата на Кейхосров, Рукн ал-Дин Сюлейман, Кейхосров е отзован в Икония, а Маврозом го придружава. Двамата са задържани за кратко в Никея, където местният владетел (Константин или Теодор I Ласкарис) е сключил договор с новия селджукски султан Килидж Арслан III (1204 – 1205), но успяват да избягат и в крайна сметка да възстановят Кейхосров на престола.
С помощта на селджуците, Маврозом се опита да създаде свое княжество във Фригия и да разшири контрола си върху богатата долина на Меандър . Там той влиза в конфликт с никейците, командвани от Теодор Ласкарис, който решително побеждава турските войски на Маврозом през лятото на 1205 г. Тази победа и успехът му над друг византийски съперник – Давид Комнин, при Никомедия малко преди това, позволяват на Ласкарис да консолидира властта си над Западна Мала Азия и да се провъзгласи за византийски император. Въпреки това, в началото на следващата година, когато Кейхосров и Теодор Ласкарис сключват договор, селджукският султан осигурява на своя тъст значително владение в горната част на долината на Меандър, включително градовете Хона и Лаодикея.
Маврозом остава селджукски васал до смъртта си около 1230 г. и играе важна роля в делата на селджукската държава: той получава ранг на емир, помага за възкачването на престола на своя внук Кейкубад I през 1220 г. и участва в кампаниите на селджуките срещу Арменското кралство Киликия. Клод Кахен идентифицира с Маврозомите един емир Комнин, който се появява през следващите десетилетия като християнски поддръжник на Кейхосров и Кейкубад. Неговите потомци остават активни в селджукския двор до края на XIII век, въпреки че запазват християнската си вяра: Йоан Комнин Маврозом (вероятно син на Мануил), неговият син Исак-Йоан и неговият внук Михаил са засвидетелствани в надгробния надпис на Михаил, датиращ към 1297 г.

## Препратки
1. ↑  ODB, с. 1319 – 1320.
2. ↑  Varzos 1984, с. 473 – 475 (Note 189).
3. ↑  ODB , с. 01319 – 1320.
4. ↑  ODB, с. 1319 – 1320; Brand 1989, с. 12.
5. ↑  ODB, с. 1319 – 1320; Brand 1989, с. 12; Vougiouklaki 2003, Chapter 2.
6. ↑  Vougiouklaki 2003, Chapter 2; Magoulias 1984, с. 343.
7. ↑  ODB, с. 1319 – 1320; Magoulias 1984, с. 350.
8. ↑  Vougiouklaki 2003, Chapter 3.
9. ↑  Cahen 2014, с. 116, 210.
10. ↑  Varzos 1984, с. 473 – 475 (Note 189); ODB, с. 1319 – 1320.